# 生命あるものはみな-Human Being-
『生命あるものはみな-Human Being-』（いのちあるものはみな-Human Being-）は、モンゴル出身の歌手オユンナの4thアルバム。1998年2月18日にポニーキャニオンよりリリースされた。

## 解説
- キャッチコピー: あの天使の歌声・オユンナが初のプロデュース 女性の揺れる心と明日の夢と…
- 「生命」と書いて「いのち」と読む。
- オユンナ自身が楽曲の選択等、アルバム制作も手がけた作品。
- M11のヒロシマの少女の折鶴は歌詞カードにおいてはモンゴル愛唱歌となっているが、その後、作詞、作曲者名が判明しているので本人名を記載。

## 収録曲
1. 星のプラトー 
  - 作詞: 藤公之介、作曲: オユンナ、編曲: 川崎康宏
2. エンジェル・キッス 
  - 作詞: 藤公之介、作曲: オユンナ、編曲: 川崎康宏
3. A･Brand-New Mind 
  - 作詞: 城戸 脩、作曲: オユンナ、編曲: 川崎康宏
4. 私は行方不明 
  - 作詞: 藤公之介、作曲: オユンナ、編曲: 川崎康宏
5. 金曜日はメランコリー 
  - 作詞: 藤公之介、作曲: オユンナ、編曲: 川崎康宏
6. 風ふたたび
  - 作詞: 藤公之介、作曲: オユンナ、編曲: 槌田靖識
7. 水仙のプレリュード 
  - 作詞: 藤公之介、作曲: オユンナ、編曲: 川崎康宏
8. 草原伝説 
  - 作詞: 藤公之介、作曲: オユンナ、編曲: 川崎康宏
9. 夢と歌があるなら
  - 作詞: 藤公之介、作曲: オユンナ、編曲: 槌田靖識
10. 生命あるものはみな 
  - 作詞: 藤公之介、作曲: オユンナ、編曲: 川崎康宏
11. ヒロシマの少女の折鶴 ※ボーナストラック
  - 作詞: ヤオホラン・インヘ、作曲: ダリザフ・ダッシニャム、編曲: 倉田信雄
12. ときめきの夕暮れ　※ボーナストラック 
  - 作詞/作曲: オユンナ、編曲: 川崎康宏
13. 天の子守歌1998　※ボーナストラック 
  - 作詞: 藤公之介、作曲: オユンナ、編曲: 川崎康宏